# Hippopsis araujoi
Hippopsis araujoi es una especie de escarabajo longicornio del género Hippopsis, tribu Agapanthiini, subfamilia Lamiinae. Fue descrita científicamente por Martins y Galileo en 2007.

## Descripción
Mide 11,2 milímetros de longitud.

## Distribución
Se distribuye por Brasil.